# 虞溥
虞溥（?—?），中国西晋官员、学者，表字允源，高平郡昌邑县人。《江表传》的作者。
父亲虞秘担任偏将軍屯駐隴西，虞溥随父赴任，专心研究古典。当时在疆場閲兵，人们争相去看，虞溥全无兴趣。郡中推举为孝廉，初任郎中，补尚書都令史。尚書令衛瓘对虞溥器量评价很高。
转任公車司馬令，出任鄱陽国内史。建立学校，充实教育，尽力儒学教化，有白乌集于郡庭。虞溥注《春秋经》，編纂《江表传》五卷，及文章诗赋数十篇。在洛陽去世，享年六十二岁。
其子虞勃把父亲的《江表传》献给東晋元帝，元帝命令藏在秘書省。

## 延伸阅读
[在维基数据编辑]
 《晉書·卷082》，出自房玄齡《晉書》